# Григоревський Микола Костянтинович
Григоре́вський Мико́ла Костянти́нович (нар. 25 січня 1925, Одеса — пом. 8 грудня 1944, Ерчі, Феєр, Угорщина) — сержант радянської армії, учасник Німецько-радянської війни, Герой Радянського Союзу (24 березня 1945).

## Життєпис
Микола Костянтинович Григоревський народився 25 січня 1925 року в Одесі в робітничій сім'ї. Українець. Закінчив сім класів школи. З жовтня 1941 по квітень 1944 року жив в окупації, займався підпільною боротьбою, розклеював листівки, робив дрібні диверсії. У квітні 1944 року після звільнення Одеси Григоревський був призваний на службу в Робітничо-селянську Червону армію. Брав участь у боях за Молдавської РСР і Румунії. До грудня 1944 року сержант гвардії Микола Григоревський командував кулеметним розрахунком 16-го гвардійського стрілецького полку 59-ї гвардійської стрілецької дивізії 46-ї армії 2-го Українського фронту. Відзначився під час боїв за Угорщину.
На початку грудня 1944 року батальйон, в якому служив Григоревський, вийшов до Дунаю на південь від Будапешта. У ніч з 3 на 4 грудня батальйон приступив до форсування річки. Григоревський одним з перших переправився на протилежний берег і відкрив вогонь по противнику з кулемета. У тому бою противник втратив близько 100 солдатів і офіцерів. 7 грудня Григоревський з батальйоном з ходу захопив панівну висоту, відтіснивши противника в населений пункт Барачки. 8 грудня, коли загинув командир кулеметної роти і був поранений командир сусіднього взводу, Григоревський замінивши їх собою, підняв бійців в контратаку. Під натиском противник був змушений відступити. Григоревський зі своїми бійцями захопив німецьку траншею, а потім відбив чотири контратаки. Під час останньої з них Григоревський загинув.
Указом Президії Верховної Ради СРСР від 24 березня 1945 року за «зразкове виконання бойових завдань командування на фронті боротьби з німецькими загарбниками, успішне форсування Дунаю і проявлені при цьому відвагу і геройство» сержант гвардії Микола Григоревський посмертно був удостоєний звання Герой Радянського Союзу. Також був нагороджений орденами Леніна і Слави 3-го ступеня.

## Пам'ять
Навічно зарахований до списків особового складу військової частини. На честь Григоревського названа школа № 74 в Одесі.
8 грудня 2011 року на місці, де знаходився будинок, де він колись жив по вулиці Середньофонтанській 12 «А» в м. Одесібуло встановлено меморіальну табличку.